# Marília (tiểu vùng)
Marília là một tiểu vùng thuộc bang São Paulo, Brasil. Tiều vùng này có diện tích 4863 km², dân số năm 2007 là 309423 người.